# 박건우 (배우)
박건우(1996년 2월 5일~)는 대한민국의 배우이자 모델이다. 본명인 박건태라는 이름으로도 활동했다.

## 학력
- 보정고등학교 (졸업)
- 중앙대학교 예술대학 영화학과 (15학번 / 재학)

## 연기 활동

### 드라마
- 2002년 KBS2 월화미니시리즈 《거침없는 사랑》
- 2002년 EBS1 어린이드라마 《TV로 보는 원작동화 - 네 편이 되어 줄게》 ... 이찬주 역
- 2003년 KBS2 드라마 《부부클리닉 사랑과 전쟁》
- 2003년 KBS2 신년특집극 《벙어리 장갑》 ... 준영 역
- 2003년 KBS1 대하드라마 《무인시대》 ... 이의민의 둘째아들 역
- 2004년 MBC 특별기획드라마 《영웅시대》 ... 천태산의 장남 천일국 역
- 2004년 KBS2 미니시리즈 《미안하다, 사랑한다》 ... 김갈치 역
- 2005년 KBS1 단막극 《TV문학관 - 새야 새야》 ... 어린 작은놈 역(진구 아역)
- 2006년 KBS2 단막극 《드라마시티 - 내일 또 내일》 ... 행수 역
- 2006년 KBS2 단막극 《드라마시티 - 때밀이 넘버쓰리》 ... 영웅 역
- 2006년 KBS2 월화미니시리즈 《안녕하세요 하느님》 ... 어린 하루 역(유건 아역)
- 2006년 KBS2 어린이드라마 《화랑전사 마루》 ... 김마루/관창 역
- 2007년 MBC 수목미니시리즈 《개와 늑대의 시간》 ... 어린 이수현 역(이준기 아역)
- 2007년 채널CGV 미니시리즈 《정조암살미스터리 8일》 ... 어린 정조 역(김상중 아역)
- 2008년 MBC 창사47주년 특별기획드라마 《에덴의 동쪽》 ... 10세 이동욱[신동욱] 역(연정훈 아역)
- 2008년 KBS2 HD 특별기획드라마 《바람의 나라》 ... 어린 무휼(대무신왕) 역(송일국 아역)
- 2009년 KBS2 HD 수목드라마 《경숙이 경숙아버지》 ... 윤섭 역
- 2009년 SBS 대하사극 《자명고》 ... 어린 왕홀 역(이주현 아역)
- 2009년 KBS2 월화드라마 《부자의 탄생》 ... 어린 최석봉 역(지현우 아역)
- 2010년 MBC 특별기획드라마 《김수로》 ... 어린 김수로 역(지성 아역)
- 2010년 EBS1 어린이드라마 《미래를 보는 소년》 ... 김밀 역
- 2010년 KBS2 장애인의 날 특집드라마 《굿 프렌즈》 ... 방송반 반장 역
- 2011년 SBS 월화드라마 《무사 백동수》 ... 어린 여운 역(유승호 아역)
- 2012년 KBS2 장애인의 날 특집드라마 《슈퍼맨 하늘 날다》 ... 규완 역
- 2012년 MBC 수목미니시리즈 《더킹2Hearts》 ... 어린 이재강 역(이성민 아역)
- 2012년 MBC 주말연속극 《메이퀸》 ... 어린 박창희 역(재희 아역)
- 2013년 KBS2 수목드라마 《아이리스 2》 ... 어린 정유건 역(장혁 아역)
- 2013년 MBC 월화특별기획 《불의 여신 정이》 ... 어린 김태도 역(김범 아역)
- 2015년 KBS2 단막극 《KBS 드라마 스페셜 - 가만히 있으라》 ... 송민혁 역
- 2015년 KBS2 금요드라마 《오렌지 마말레이드》 ... 황범성 역
- 2015년 KBS2 특별기획드라마 《장사의 신 - 객주 2015》 ... 어린 길소개 역(유오성 아역)

### 영화
- 2001년 《화산고》 ... 어린 김경수 역(장혁 아역)
- 2002년 《아 유 레디?》 ... 상호 역
- 2004년 《그녀를 믿지 마세요》 ... 약국 꼬마 역
- 2004년 《달마야, 서울 가자》 ... 동자승 역
- 2006년 《밤비 2》 ... 밤비 역(더빙)
- 2006년 《도마뱀》 ... 어린 차조강 역(조승우 아역)
- 2007년 《쏜다》 ... 초등학생 박만수 역

### 그 외
- 2006년 EBS TV 《방과후 반가운 시간 → 한자지존 도로롱》 - 도로롱 역

### 뮤직비디오
- 2012년 이승기 - 되돌리다

## 수상
- 2004년 KBS 연기대상 남자 청소년 연기상 《미안하다 사랑한다》
- 2008년 MBC 연기대상 특별상부문 아역상 《에덴의 동쪽》
- 2012년 제1회 에이판 스타 어워즈 아역상 《메이퀸》